# Salto (São Paulo)
 (septembre 2024).
Si vous disposez d'ouvrages ou d'articles de référence ou si vous connaissez des sites web de qualité traitant du thème abordé ici, merci de compléter l'article en donnant les références utiles à sa vérifiabilité et en les liant à la section « Notes et références ».
Pour les articles homonymes, voir Salto.
Salto est une ville brésilienne de l'État de São Paulo. Sa population était estimée à 105 569 habitants en 2010. La municipalité s'étend sur 134 km2.
Il s'agit d'une estância touristique de l'intérieur de l'État de São Paulo, localisée dans la région métropolitaine de Sorocaba, dans la région macro-métropolitaine pauliste et dans la microrégion de Sorocaba, entre les villes d'Itu et d'Indaiatuba. Vous avez le nom du Salto do Tietê, une cachette du Tietê localisée à haute altitude de la place Archimède Lammoglia.

## Maires
| Période | Période | Identité            | Étiquette | Qualité |
| ------- | ------- | ------------------- | --------- | ------- |
| 2009    | 2012    | José Geraldo Garcia | PDT       |         |